# Saúde (ort)
Saúde är en ort i Brasilien.   Den ligger i kommunen Rio de Janeiro och delstaten Rio de Janeiro, i den sydöstra delen av landet, 900 km sydost om huvudstaden Brasília. Saúde ligger 17 meter över havet och antalet invånare är 2 186.

## Terräng och klimat
Terrängen runt Saúde är platt åt nordost, men åt sydväst är den kuperad. Havet är nära Saúde åt nordost.Trakten är tätbefolkad. Närmaste större samhälle är Rio de Janeiro, 2,4 km väster om Saúde. 
Runt Saúde är det i huvudsak tätbebyggt.